# オーバー・ダビング
オーバー・ダビング（Over Dubbing）、またはオーバー・ダブ（Over Dub）とは、多重録音のことである。マルチトラック・レコーダーなどを使用し、最初に録音した音声などに対して、再度同じ音声などを重ね録り（被せ録り）するレコーディングの手法である。広い意味では「重ね録り」と呼ぶ場合もある。
同一の者が同じ歌や楽器演奏のパートをもう一度オーバー・ダビングする際は、ダブル・トラッキングと呼称され、音質補正や聴感上の響き方などを変えるためなどに用いられている。
CD-RやMD、オーディオ・カセットテープなどへの、音声データなど録音内容のコピー作業を指す「ダビング」とは、用例として区別されている。

## 歴史
録音・転写技術を駆使して、再生される演奏にユニークな特性を持たせようとする試み自体は古くから存在した。
古典的な事例として、ジュリアン・デュヴィヴィエ監督による1937年のフランス映画『舞踏会の手帖（Un Carnet De Bal）』のテーマ曲『灰色のワルツ』（モーリス・ジョベール作曲）が挙げられる。ジョベールは楽譜を逆から演奏してレコードに録音し、このレコードを逆回転再生して、映画のサウンド・トラックに転写した。これにより通常の演奏ではあり得ない音の生じ方が実現され、回想の物語に相応しい幻想的な響きのメロディーを得ている。
だが、1940年代までの主たる録音手段は、音声を電気信号に変換して円盤の溝に記録する円盤録音（SPレコード）と音声を光に変換してフィルムに焼き付けるフィルム・サウンド・トラックのみで、直接編集ができない上、再利用も難しく録音メディアとしては高価なため録音ミスが許されないもので、ジョベールのように映画音楽録音などで大がかりな設備を利用できない限り、後述のテープレコーダー（磁気テープによる磁気録音）と違い編集の自由度はかなり低かった。
オーバー・ダビングが容易となった背景には、ドイツで発明された磁気テープと、それを運用するためのテープレコーダーが第二次世界大戦後に世界で普及し、やがてマルチ・トラック・レコーダーへと進化した事が大きな助けとなっている。録音のやり直しが容易で、タイミング合わせも簡易であることは、レコード盤録音に比べ大きな進歩であった。
マルチ・トラック・レコーダーによるオーバー・ダビングのテクニックは、エレクトリック・ギター演奏・開発の先駆者であるギタリストのレス・ポールが1940年代末期から用い始めたのが最初である。彼はマルチ・トラック・レコーディングの分野においても先駆者となる存在だった。

## 代表的な例など

### 1950年代
パティ・ペイジが多重録音でユニゾン・輪唱した『テネシーワルツ（Tennessee Waltz）』は1950年に大ヒットし、この技術は大衆にも注目された。日本では、この『テネシーワルツ』が代表曲として知られる江利チエミが、1953年6月に発売したシングル『サイド・バイ・サイド』を、多重録音による二重唱を取り入れて録音している。

### ジャズ界
多重録音で芸術効果を狙った初期の例としては、クール・ジャズの指導者的存在であった盲目のピアニスト、レニー・トリスターノがトリオ編成で1955年に録音したアルバム『鬼才トリスターノ』がある。倍速ダビングを取り入れて峻厳なサウンドを構成していたが、当時の人々からは理解されなかった。ジャズ界において多重録音が評価されたのは、ピアニストのビル・エヴァンスが単独で演奏したアルバム『自己との対話（1963年）』が最初と見られている。

### クラシック界
クラシックの分野では、タブーとするのが暗黙の了解であったが、ハイフェッツが2つのヴァイオリンのための協奏曲 (バッハ)において使った際、世界的に大変な反響があった。その後はクレーメルなどが追随するなど、ある種のタブー破りとして使われている。

### アメリカ
アメリカでは1958年から1959年にかけて、早回し再生と多重録音を利用したノベルティソング（コミックソング）が大流行した。デヴィッド・セヴィル（David Seville）の『ウィッチ・ドクター（The Witch Doctor）』、シェブ・ウーリー（Sheb Wooley）の『ロックを踊る宇宙人（The Purple People Eater）』、チップマンクス（The Chipmunks）の『チップマンク・ソング（The Chipmunk Song）』などがある。1966年には同様の技法を応用したナポレオン14世の『狂ったナポレオン、ヒヒ、ハハ……（They're Coming to Take Me Away, Ha-Haaa!）』がヒットしている。

### イギリス
ポピュラー音楽では、4トラック（同時録音可能なトラックが計4つあるテープ・レコーダーの種類）のマルチトラック・レコーダーを2台同期運転させ、計8トラック （うち1トラック分は同期信号用なので録音用としては計7トラック）録音できる環境を、1967年に当時のAbbey Roadスタジオ・スタッフが考案完成させ、ビートルズのアルバム『サージェント・ペパーズ・ロンリー・ハーツ・クラブ・バンド』の制作に活用し、作品はポピュラー音楽史に革命をもたらした。
それ以前のビートルズは、多重録音するにも1台目の4トラック・マルチトラック・レコーダーの録音可能なトラックが一杯になると、もう1台別のマルチトラック・レコーダーを用意し、そちらへリダクション・ミックス（ノイズ除去や不要なトラック整理などを行うミキシング作業の一種）を行い、空きトラックが増えたマルチトラック・マスター・テープのクローンを作り、オーバー・ダビング作業を繰り返していたが、トラック数と作業効率の悪さから2台のテープ・レコーダーを同期運転させることを希望していた。そこでスタジオ・エンジニアのケン・タウンゼント（Ken Townsend）が、EMIの技術スタッフと共に研究開発し、ビートルズの要望に応えるシステムを完成させた。録音できるトラック数の拡大は音楽表現の自由度をも拡大した。大量消費音楽であるポピュラー音楽に新しい可能性を与えた有名な例となっている。
クイーンの代表曲の一つである「ボヘミアン・ラプソディ」では、ボーカルの多重録音が何度も行われ、オペラの大合唱のようなサウンドを作り上げている。
エンヤが多重録音を用いて一人多重バッキング・ボーカルを行っていることはよく知られる。彼女はかなりの回数に及ぶバッキング・ボーカル部分のオーバー・ダビングを行い、重厚なバッキング・ボーカルを作り上げている。

### フィル・スペクター
プロデューサーのフィル・スペクター（Phil Spector）は、1960年代から1970年代にかけて、多重録音を駆使多用した「ウォール・オブ・サウンド」（Wall of Sound, 音の壁）呼ばれる音作りで一世を風靡した人物である。彼の録音手法は単純にダビングを複数回繰り返すのではなく、ギター 5〜6人、ベース 2〜3人、ドラム 2人、ピアノ 2〜3人などといった複数編成で同時録音するなど、人員と録音システムを駆使した編曲・編集で「ウォール・オブ・サウンド」を作り出していた。日本でも彼を敬愛する大瀧詠一や大瀧サウンドから影響を受けた岩﨑元是が「ウォール・オブ・サウンド」を音作りに取り入れている。

### 日本
日本で多重録音を駆使してテクニカルな効果を得た例としては、ザ・フォーク・クルセダーズの『帰って来たヨッパライ』（1967年）が有名である。トラッキングされた甲高い頓狂な歌声は、この曲をコミックソングの古典とした。これはテープ・スピードを半分の速度で動作させ、再生される音程がオクターブ下げられた状態でボーカルを録音した後、ミキシング時に元の再生スピードへ戻す手法を用いている。これは前述のチップマンクスなどと同じ手法であるが、通常の声でのハーモニーが付けられている点に特色がある。
日本では他にも、類似の手法を使った同様な歌声のある楽曲として、加山雄三の『ぼくのクリスマス』（1966年）、ハニー・ナイツの『明治ポリック 水虫出たぞ』（1966年）、ザ・ダーツ他の『ケメ子の歌』（1968年）、あんしんパパの『はじめてのチュウ』（1990年）などが知られている。
純粋な二重録音として知られるのは小松未歩や志方あきこ等で、デビューから一貫して多重録音によるボーカル録音を行っている。他に、山下達郎が一人多重録音によるバッキング・ボーカルで構築されたアカペラ・アルバム『ON THE STREET CORNER』シリーズを出している。また、前述通りフィル・スペクターの影響を受けた大瀧詠一、西司、楠瀬誠志郎、遊佐未森等が、自身の楽曲や他アーティストへの提供曲で、この手法を用いた一人多重録音によるバッキング・ボーカルを採用した楽曲を収録している。